# Аргира Жечкова
Аргира Димитрова Жечкова е българска просветна деятелка, общественичка и благодетелка.

## Биография
Родена е на 20 юли 1845 г. в Сливен. Родът на майка ѝ произхожда от Украйна. Нейни учители са Сава Доброплодни, който препоръчва Аргира Жечкова да бъде изпратена в Руската империя и да продължи образованието си, но майка ѝ не позволява. След 1861 г. неин учител става Добри Чинтулов. От 1 май 1865 до 11 май 1867 г. е учителка в Девическото училище в Сливен. Всеки неделен ден урежда сказки за майките в училището, пред които изтъквала нуждата от образование за децата, говори им за длъжностите на майката и със своите полезни съвети допринеся тза умственото и общественото възпитание на жените в града. Провежда следобедни курсове за неграмотните девици, неходили на училище и да им даде практични напътствия за живота.
Основателка е на женското благотворително дружество „Майчина длъжност“ през 1869 г. До Освобождението дружеството развива многостранна дейност – просвета, национално свестяване, поучителни и назидателни сказки за майките и обучение на неграмотните девици.
През октомври 1874 г. гостува на братовчед си Михаил Колони в Букурещ. Там се запознава с Евлоги и Христо Георгиеви, Христо Ботев, Киряк Цанков, Никола Ценов и други. През 1876 г. става сподвижничка на тайните комитети на Васил Левски. Това я прави подозрителна за турската власт и е принудена да замине за Браила, където участва в събирането на средства за издръжка на пристигащите от Сърбия четници.
До 1883 г. е учителка в третокласното женско училище в Сливен. От 1883 до 1886 г. е главна учителка в Бургас, а през 1886 – 1887 г. е отново учителка в Сливен. През 1887 г. се омъжва за сливенски търговец Захария Жечков. Дарява на благотворителното дужество „Подслон“ 2000 златни лева и е негова председателка от 1908 до 1922 г. Председателка е и на Комитета на безплатните ученически трапезарии, на който дарява 1000 златни лева, членка е на дружеството „Червен кръст“ от 1903 до 1924 г. и редовна членка на женското благотворително дружество „Майчина длъжност“ от основаването му.
През август 1906 г. посещава Будапеща, Виена, Прага, Дрезден, Берлин, Париж и други градове в Европа. По инициативата на Сливенското женско благотворително дружество „Майчина длъжност“, на 30 юни 1935 г. се отбелязва в Сливен 90-годишниният ѝ юбилей и 70-годишната ѝ учителска и обществена дейност.
След Чирпанското земетресение на 14 април 1928 г., от името на сдружението „Майчина длъжност“, организира приемането на ученици от Чирпан в Сливен, като им осигурява подслон. Децата са настанени в по-заможни сливенски семейства, осигурява им се ученическа трапезария. Пострадалите от земетресението чирпански деца продължават успешно учебната 1927/28 година и всички я завършват успешно.
Поддържа връзки с писателите Тодор Влайков, Йордан Йовков, Добри Немиров, Антон Страшимиров и други. На 18 юни 1906 г. е наградена от цар Борис III с дамски кръст, втора степен на орден „За гражданска заслуга“.
Умира на 3 ноември 1941 г. в Сливен.
Община Сливен учредява награда „Аргира Жечкова“, която се присъжда на жена учител и общественик с принос за издигане престижа на учителската професия и доказани високи професионални умения, като преподавател и възпитател на младото поколение. Наградата „Аргира Жечкова“ е индивидуална и се връчва всяка година в навечерието на 24 май. Името на носителя на наградата „Аргира Жечкова“ се вписва в „Почетна книга на носителите наградите на Община Сливен“. Нейното име носи училището на Женския затвор в Сливен и улица в града.